# Анджей Шолдарський
Анджей Шолдарський (пол. Andrzej Szołdrski; бл. 1583 — 1 квітня 1650) — польський шляхтич та римо-католицький священик. Син Станіслава Шолдарського, власника Чемпіня, та Малгожати Манічка. Навчався в єзуїтській школі в Познані. Був Київським римо-католицьким єпископом з лютого 1633 по 1635 рік і апостольським адміністратором Краківської єпархії. Він став єпископом Перемишля в 1635 році (серпень-жовтень), потім 14 січня 1635 року завдяки підтримці короля Владислава IV був обраний єпископом Познані.
Помер 1 квітня 1650 року.
Був спонсором реконструкції Познанського собору після пожежі 1622 року, де був похований після смерті.